# 城巴22線
城巴22線是香港九龍市區的一條巴士路線，來往啟德郵輪碼頭及九龍塘（又一城），途經香港兒童醫院、九龍灣商貿區、啟業邨、麗晶花園、啟晴邨、新蒲崗、九龍城、九龍塘，是城巴繼20線之後第二條九龍市區專營巴士路線。
城巴22M線為22線之輔助線，來往啟德郵輪碼頭及土瓜灣，以循環線模式運作，途經香港兒童醫院、九龍灣商貿區、啟業邨、麗晶花園、啟德站、德朗邨、啟晴邨、新蒲崗、九龍城、馬頭圍。它的起點站及折返點站均位於九龍城區，但來回經觀塘區（九龍灣商貿區）及往土瓜灣方向經黃大仙區（新蒲崗），成為全港目前唯一一條兩端起訖點皆在同一區但中途經過兩個不同行政分區的全日常規專營巴士路線，往土瓜灣方向更會進出九龍城區三次。

## 歷史
啟德郵輪碼頭自啟用以來，對外交通一直為人垢病，以往只有九龍區專線小巴86線、九龍巴士5R線，以及來往北角碼頭及觀塘碼頭的渡輪往返。由於碼頭位置偏僻、加上管理不善，鄰近碼頭的商場人流偏低，使商戶最終捱不住紛紛結業。
為配合啟德郵輪碼頭的發展及附近香港兒童醫院的落成，運輸署建議開辦一條新巴士服務，來往啟德郵輪碼頭及九龍塘（又一城），並途經香港兒童醫院，並決定以招標形式挑選合適的巴士公司營辦本線。
2018年4月，運輸署宣佈，啟德發展區3條新路線均由城巴投得。城巴將本線編號定為22。同年5月，城巴內部透露本線將於同年6月24日開辦。
2018年6月24日，22線開辦。惟在開辦首天，該線回程的第2班車及尾班車被啟德郵輪碼頭職員拒絕駛入總站。
2018年10月1日，22線往啟德郵輪碼頭方向增設「承豐道」站，往又一城方向增設「啟德橋」站。
2019年1月20日：全程車費從HK$4.6加至HK$4.9。
2020年2月14日：隨著港鐵屯馬綫一期啟德站啟用，22M線開辦。
2020年12月21日：22M臨時提早尾班車至21:00，直至2021年7月1日。
2021年4月4日：全程車費從HK$4.9加至HK$5.3。
2021年11月15日起，22M線延伸服務範圍至土瓜灣，抵達太子道西近九龍城迴旋處後，經馬頭涌道、馬頭圍道、浙江街、土瓜灣道、馬頭圍道、新柳街、漆咸道北、馬頭圍道、馬頭涌道返回太子道西及原有路線，並增設中途站。
2021年12月20日起，22M加密日間部分時段班次，惟於2022年2月27日因應疫情沒有任何通告下恢復原有班次。
2022年1月2日：全程車費從HK$5.3加至HK$5.6。
2022年1月17日：22M臨時提早尾班車至20:55。
2022年8月21日：22M往啟德方向改經土瓜灣道及承啟道，不經馬頭圍道、馬頭涌道、太子道東，增設「浙江街」、「上鄉道」、「美華工業中心」、「沐泰街」、「機電工程署總部」、「德朗邨」，取消「銀漢街」、「江西街」、「落山道」、「天光道」、「馬頭圍邨洋葵樓」、「香港家庭計劃指導會」、「亞皆老街遊樂場」、「富豪東方酒店」（東行）、「譽港灣」（東行）、「景泰街」、「工業貿易大樓」、啟德（啟晴邨）」、「啟德（德朗邨）」，原由工業貿易大樓實施之分段收費改由沐泰街起生效。
2022年12月28日：22線往九龍塘及22M線土瓜灣方向加設承豐道「承景街」站。
2022年12月28日：22線及22M線來回方向增設承啟道「德朗邨停車場」及協調道「東九龍總區警察總部」站。
2023年6月18日：全程車費從HK$5.6加至HK$5.9。
2023年7月30日：22及22M往啟德方向繞經常悅道及常怡道，並增停「常怡道」站。
2025年1月13日：22M線往土瓜灣方向之「啟德－港鐵A出口」站遷往沐安街西行線。

## 服務時間及班次
22
| 啟德郵輪碼頭開                 | 啟德郵輪碼頭開 | 啟德郵輪碼頭開 | 又一村（又一城）開             | 又一村（又一城）開 | 又一村（又一城）開 |
| 日期                           | 服務時間       | 班次（分鐘）   | 日期                           | 服務時間           | 班次（分鐘）       |
| ------------------------------ | -------------- | -------------- | ------------------------------ | ------------------ | ------------------ |
| 星期一至五上課日               | 05:40-06:40    | 30             | 星期一至五上課日               | 05:45-06:15        | 30                 |
| 星期一至五上課日               | 07:05          | 07:05          | 星期一至五上課日               | 06:35、07:00       | 06:35、07:00       |
| 星期一至五上課日               | 07:25-09:10    | 35             | 星期一至五上課日               | 07:25-09:45        | 35                 |
| 星期一至五上課日               | 09:10-23:40    | 30             | 星期一至五上課日               | 09:45-00:15        | 30                 |
| 星期六、日、公眾假期及學校假期 | 05:40-23:40    | 30             | 星期六、日、公眾假期及學校假期 | 05:45-00:15        | 30                 |

22M
| 啟德郵輪碼頭開 | 啟德郵輪碼頭開 | 啟德郵輪碼頭開 |
| 日期           | 服務時間       | 班次（分鐘）   |
| -------------- | -------------- | -------------- |
| 每日           | 05:55-09:55    | 30             |
| 每日           | 09:55-15:55    | 20             |
| 每日           | 15:55-23:25    | 30             |

- 視乎需求，22M或會加開啟德郵輪碼頭至啟德站的特別班次

## 收費
22(M)
全程:$6.4
- 工業貿易大樓（22）／沐泰街（22M）往啟德郵輪碼頭：$5.7

| - 本線設有12歲以下小童及65歲或以上長者半價優惠。 - 65歲或以上香港居民使用「樂悠咭」，以及12歲以下合資格殘疾兒童使用「殘疾人士身份」個人八達通繳付車資，均可享有每程$2.0或半價（以較低者為準）的票價優惠；12至64歲合資格殘疾人士使用「殘疾人士身份」個人八達通（包括「樂悠咭」），以及60至64歲香港居民使用「樂悠咭」繳付車資，均可享有每程$2.0或全費（以較低者為準）的票價優惠。 - 65歲或以上長者如使用長者或一般個人八達通繳付車資，則只可享有半價優惠；12至64歲合資格殘疾人士如不使用「殘疾人士身份」個人八達通，以及60至64歲人士如不使用「樂悠咭」繳付車資，必須繳付全費。 - 乘客可以現金或八達通於上車時付款，不設找續。 - 每位成人乘客可免費攜帶最多兩名4歲以下而不佔座位的兒童乘客乘車，超額之4歲以下小童必須繳付小童車費乘車。 - 九龍巴士、城巴及龍運巴士全職員工及家屬（不包括外判職員）可免費乘搭本路線，惟必須拍職員或職員家屬八達通。 - 乘客亦可使用AlipayHK「易乘碼」、支付寶、WeChatHK／微信支付「搭車碼」、銀聯雲閃付「乘車碼」及BOC Pay「乘車碼」、具有感應式支付功能的VISA、Mastercard及銀聯卡，以及Apple Pay、Google Pay及Samsung Pay流動支付平台繳付車資。使用此支付方式的乘客可享有中途下車之分段收費，以及與其他城巴獨營路線或聯營線城巴班次之轉乘優惠，惟不適用於與非城巴路線之轉乘優惠。乘客亦不能享有「公共交通費用補貼計劃」及「長者及合資格殘疾人士公共交通票價優惠計劃」。 |

### 八達通轉乘優惠
乘客在登上本線巴士後指定時間內以同一張八達通卡轉乘以下路線，或從以下路線登車後指定時間內轉乘本線，次程可獲車資折扣優惠：
22M↔機場及北大嶼山路線
- 22M往九龍城 → A22/E22或A23/E23往機場，回贈首程車資
- 22M任何方向 → A22/E22或E23往市區，回贈首程車資
- 22M往九龍城 → E22往機場博覽館，回贈首程車資
- 22M往啟德郵輪碼頭 → E22S往將軍澳，次程可獲$3.4或$4.4折扣優惠
- 22M往九龍城 → 702往海麗邨，次程車資全免
- 22M任何方向 → 793/796X往將軍澳，回贈首程車資
- 22M往九龍城 → 793往蘇屋，次程車資全免
- 22M任何方向 → 796X往尖沙咀東，次程車資全免
- 22M往啟德郵輪碼頭 → 608往筲箕灣，次程可獲$4.4或$4.9折扣優惠

22↔城巴九龍市區及過海路線
- 22往又一城 → 702往海麗邨，次程車資全免
- 22任何方向 → 793往將軍澳，回贈首程車資
- 22往又一城 → 793往蘇屋，次程車資全免
- 22任何方向 → 796X往尖沙咀東，次程車資全免
- 22往又一城 → 20往大角咀，次程車資全免
- 20往大角咀 → 22往又一城，次程車資全免
- 22往啟德郵輪碼頭 → 20往啟德，次程車資全免
- 20往啟德 → 22往啟德郵輪碼頭，次程車資全免
- 22/22M任何方向 → 608往筲箕灣，回贈首程車資

22(M)↔城巴皇后山市區路線
- 22(M)任何方向 → 78X往皇后山邨， 回贈首程車資
- 78X往啟德 → 22(M)任何方向，次程車資全免

22/22M↔港鐵
- 22/22M任何方向 → 港鐵，次程可獲$0.6折扣優惠，指定港鐵轉乘站為啟德站及宋皇臺站，此優惠只適用於成人八達通
- 港鐵 → 22/22M任何方向，次程可獲$0.6折扣優惠，指定港鐵轉乘站為啟德站及宋皇臺站，此優惠只適用於成人八達通

## 使用車輛
由於標書規定本線必須使用歐盟五型或以上排放標準及配置雙輪椅位和行李架巴士，現時主要使用2015年Enviro 500 MMC 12米（8484-8489）雙層低地台巴士行走。該6部巴士皆設有雙輪椅位，可同時接載2位輪椅乘客，同時行李架位置則向後移，並於左頭軸上方另行安裝雙層小型行李架。2019年12月8日起，開始使用富豪B8L（8800-8805）雙層低地台巴士，同樣設有雙輪椅位及行李架。

## 行車路線
22
啟德郵輪碼頭開經：承豐道、啟德橋、承昌道、祥業街、宏照道、承啟道、協調道、太子道東、太子道西、喇沙利道、蘭開夏道、窩打老道、多實街、德雲道、歌和老街及達之路。
九龍塘（又一城）開經：達之路、歌和老街、窩打老道、界限街、太子道西、太子道東、四美街、六合街、七寶街、啟新道、協調道、迴旋處、協調道、承啟道、沐虹街、沐翠街、宏照道、常悅道、常怡道、宏照道、祥業街、承昌道、啟德橋及承豐道。
22M
經：承豐道、啟德橋、承昌道、祥業街、宏照道、承啟道、沐安街、掉頭、沐安街、承啟道、協調道、太子道東、太子道西、馬頭涌道、馬頭圍道、浙江街、土瓜灣道、承啟道、沐安街、迴旋處、沐安街、承啟道、宏照道、常悅道、常怡道、宏照道、祥業街、承昌道、啟德橋及承豐道。

### 沿線車站

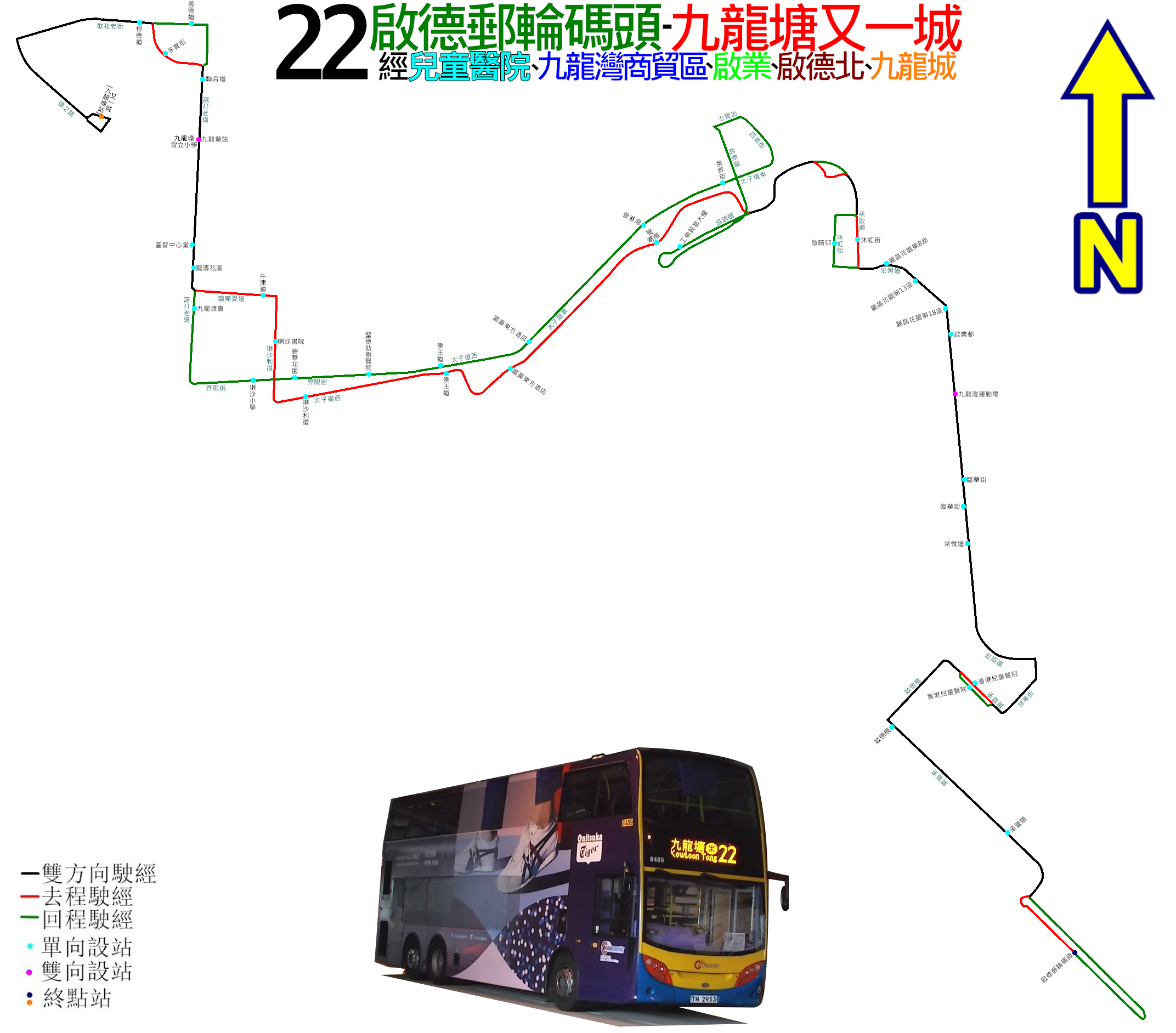
22線的走線圖

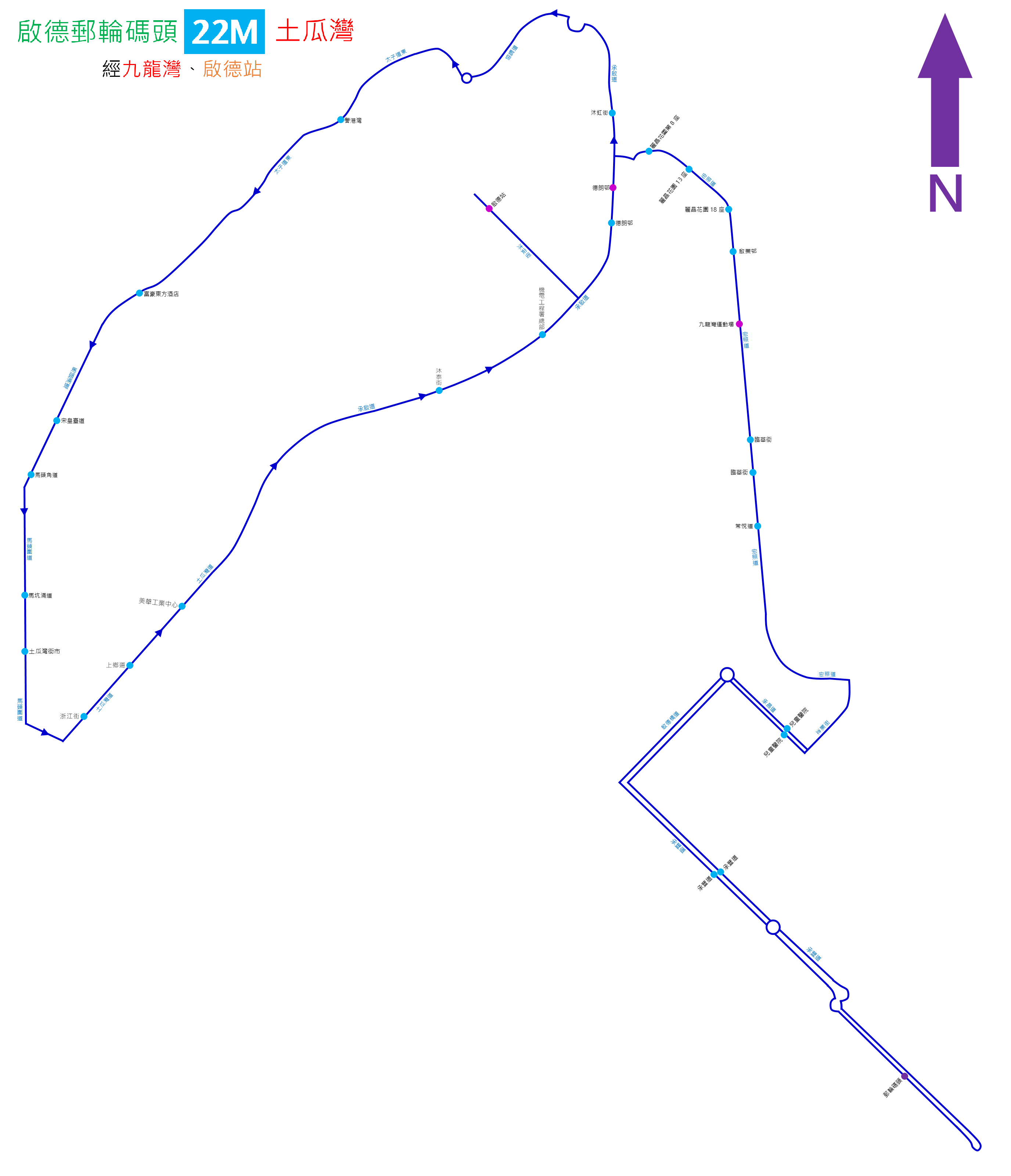
22M線的走線圖

22
| 啟德郵輪碼頭開 | 啟德郵輪碼頭開     | 啟德郵輪碼頭開                 | 九龍塘（又一城）開 | 九龍塘（又一城）開 | 九龍塘（又一城）開             |
| 序號           | 車站名稱           | 位置                           | 序號               | 車站名稱           | 位置                           |
| -------------- | ------------------ | ------------------------------ | ------------------ | ------------------ | ------------------------------ |
| 1              | 啟德郵輪碼頭       | 啟德郵輪碼頭巴士總站           | 1                  | 又一城             | 九龍塘（又一城）公共運輸交匯處 |
| 2              | 承景街             | 承豐道                         | 2                  | 義德道             | 歌和老街                       |
| 3              | 承豐道             | 承豐道                         | 3                  | 聯合道             | 窩打老道                       |
| 4              | 香港兒童醫院       | 承昌道                         | 4                  | 九龍塘站           | 窩打老道                       |
| 5              | MegaBox            | 宏照道                         | 5                  | 龍濤花園           | 窩打老道                       |
| 6              | 臨華街             | 宏照道                         | 6                  | 九龍塘會           | 窩打老道                       |
| 7              | 九龍灣運動場       | 宏照道                         | 7                  | 喇沙小學           | 界限街                         |
| 8              | 麗晶花園第18座     | 宏照道                         | 8                  | 碧華花園           | 界限街                         |
| 9              | 麗晶花園第13座     | 宏照道                         | 9                  | 聖德肋撒醫院       | 界限街                         |
| 10             | 沐虹街             | 承啟道                         | 10                 | 侯王道             | 太子道西                       |
| 11             | 東九龍總區警察總部 | 協調道                         | 11                 | 富豪東方酒店       | 太子道東                       |
| 12             | 譽港灣             | 太子道東                       | 12                 | 譽港灣             | 太子道東                       |
| 13             | 富豪東方酒店       | 太子道東                       | 13                 | 景泰街             | 太子道東                       |
| 14             | 侯王道             | 太子道西                       | 14                 | 工業貿易大樓       | 協調道                         |
| 15             | 喇沙利道           | 太子道西                       | 15                 | 東九龍總區警察總部 | 協調道                         |
| 16             | 喇沙書院           | 喇沙利道                       | 16                 | 啟晴邨             | 沐虹街                         |
| 17             | 牛津道             | 蘭開夏道                       | 17                 | 麗晶花園第8座      | 宏照道                         |
| 18             | 基督中心堂         | 窩打老道                       | 18                 | 啟業邨             | 宏照道                         |
| 19             | 九龍塘官立小學     | 窩打老道                       | 19                 | 九龍灣運動場       | 宏照道                         |
| 20             | 多實街             | 多實街                         | 20                 | 臨華街             | 宏照道                         |
| 21             | 根德道             | 歌和老街                       | 21                 | MegaBox            | 常怡道                         |
| 22             | 又一城             | 九龍塘（又一城）公共運輸交匯處 | 22                 | 香港兒童醫院       | 承昌道                         |
|                |                    |                                | 23                 | 承豐道             | 承豐道                         |
| 24             | 啟德郵輪碼頭       | 啟德郵輪碼頭巴士總站           |                    |                    |                                |

22M
| 1      | 啟德郵輪碼頭       | 啟德郵輪碼頭巴士總站 |
| 2      | 承景街             | 承豐道               |
| 3      | 承豐道             | 承豐道               |
| 啟德橋 |                    |                      |
| 4      | 香港兒童醫院       | 承昌道               |
| 5      | MegaBox            | 宏照道               |
| 6      | 臨華街             | 宏照道               |
| 7      | 九龍灣運動場       | 宏照道               |
| 8      | 麗晶花園第18座     | 宏照道               |
| 9      | 麗晶花園第13座     | 宏照道               |
| 10     | 德朗邨             | 承啟道               |
| 11     | 德朗邨停車場       | 承啟道               |
| 12     | 啟德站             | 沐安街               |
| 13     | 德朗邨停車場       | 承啟道               |
| 14     | 德朗邨             | 承啟道               |
| 15     | 沐虹街             | 承啟道               |
| 16     | 東九龍總區警察總部 | 協調道               |
| 17     | 譽港灣             | 太子道東             |
| 18     | 富豪東方酒店       | 太子道西             |
| 19     | 宋皇臺道           | 馬頭涌道             |
| 20     | 馬頭角道           | 馬頭涌道             |
| 21     | 馬坑涌道           | 馬頭圍道             |
| 22     | 土瓜灣街市         | 馬頭圍道             |
| 23     | 浙江街             | 土瓜灣道             |
| 24     | 上鄉道             | 土瓜灣道             |
| 25     | 美華工業中心       | 土瓜灣道             |
| 26     | 沐泰街             | 承啟道               |
| 27     | 機電工程署總部     | 承啟道               |
| 28     | 啟德站             | 沐安街               |
| 29     | 德朗邨停車場       | 承啟道               |
| 30     | 德朗邨             | 承啟道               |
| 31     | 麗晶花園第8座      | 宏照道               |
| 32     | 啟業邨             | 宏照道               |
| 33     | 九龍灣運動場       | 宏照道               |
| 34     | 臨華街             | 宏照道               |
| 35     | MegaBox            | 常怡道               |
| 35     | 香港兒童醫院       | 承昌道               |
| 啟德橋 |                    |                      |
| 37     | 承豐道             | 承豐道               |
| 38     | 啟德郵輪碼頭       | 啟德郵輪碼頭巴士總站 |

## 使用狀況
22線為啟德郵輪碼頭服務時間最長且收費最便宜之巴士路線。當有郵輪靠岸時，不少旅客會選擇此路線前往啟德站及九龍塘站轉乘港鐵前往香港各區，乘客量足以使巴士滿座甚至頂閘。此外，路線沿途學校林立，平日早上麗晶花園及啟晴邨均有大量學生排隊候車，成功搶走不少九巴原有九龍灣商貿區及九龍塘學校區一帶的乘客，甚至有居民未能登車，惹來區議員要求加密班次。
而22M線須繞經啟德站，服務範圍和主線重疊，服務初期亦只能抵達九龍城，因此在2021年初的客量只有20%，不過由於兩線提供聯合班次，足以彌補新城轉乘客對主線的需求，前往啟德及九龍灣顯然變得較為方便。為善用剩餘運載力及完善香港兒童醫院及郵輪碼頭交通網絡，2021年獲建議延長至土瓜灣，於同年11月實施。

## 圖片

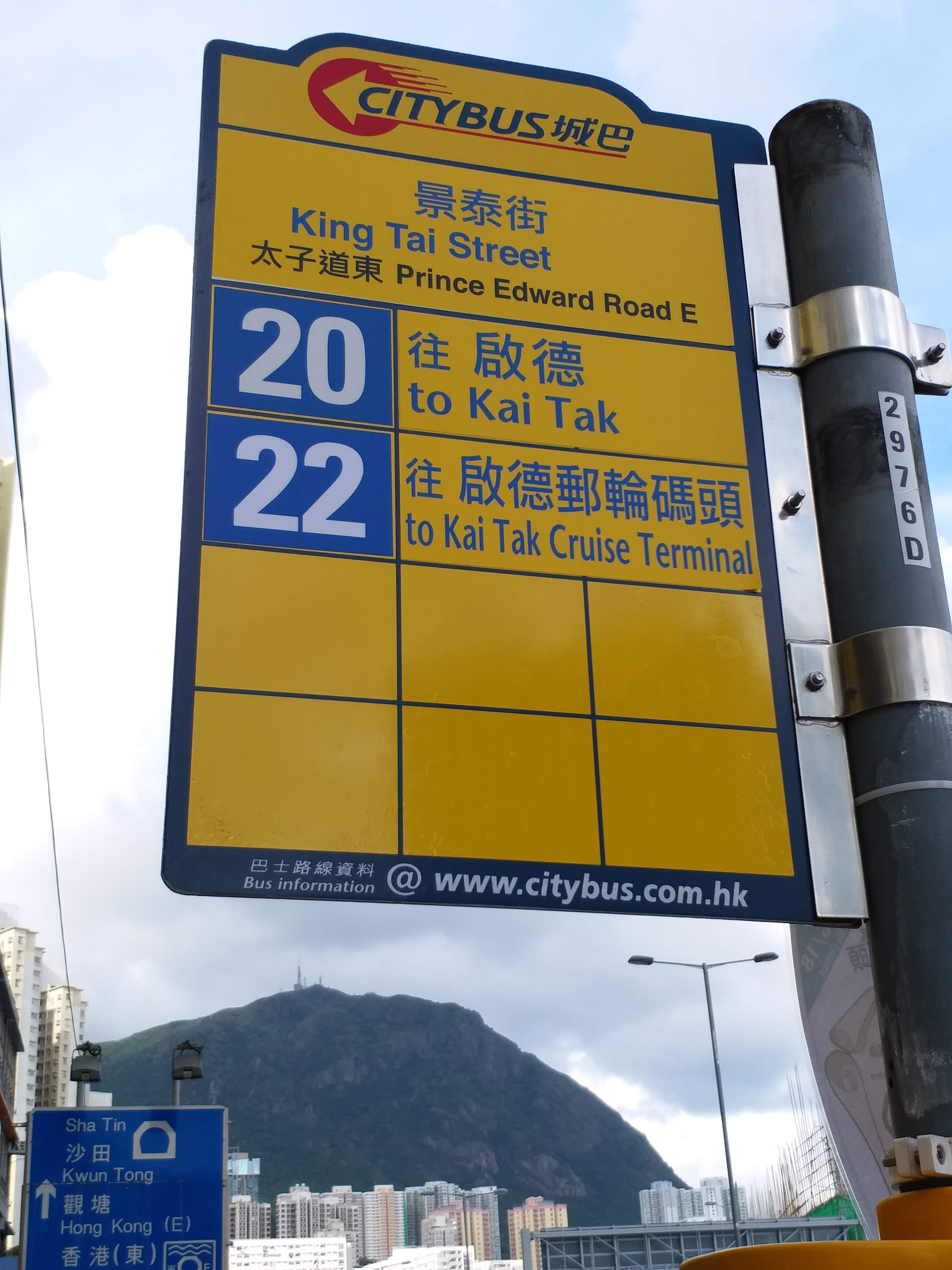
位於新蒲崗景泰街的城巴20及22號巴士站
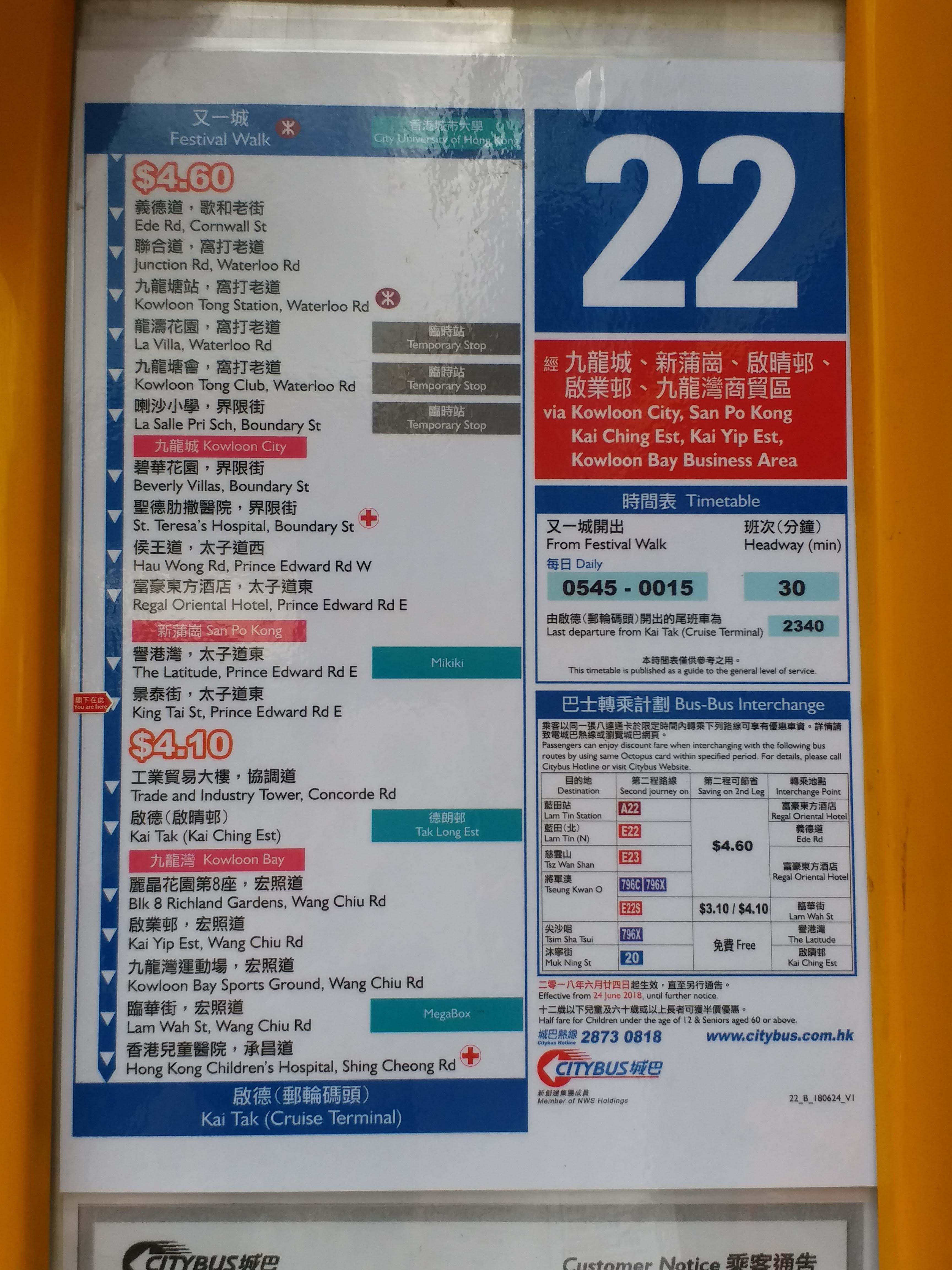
城巴22號路線資料
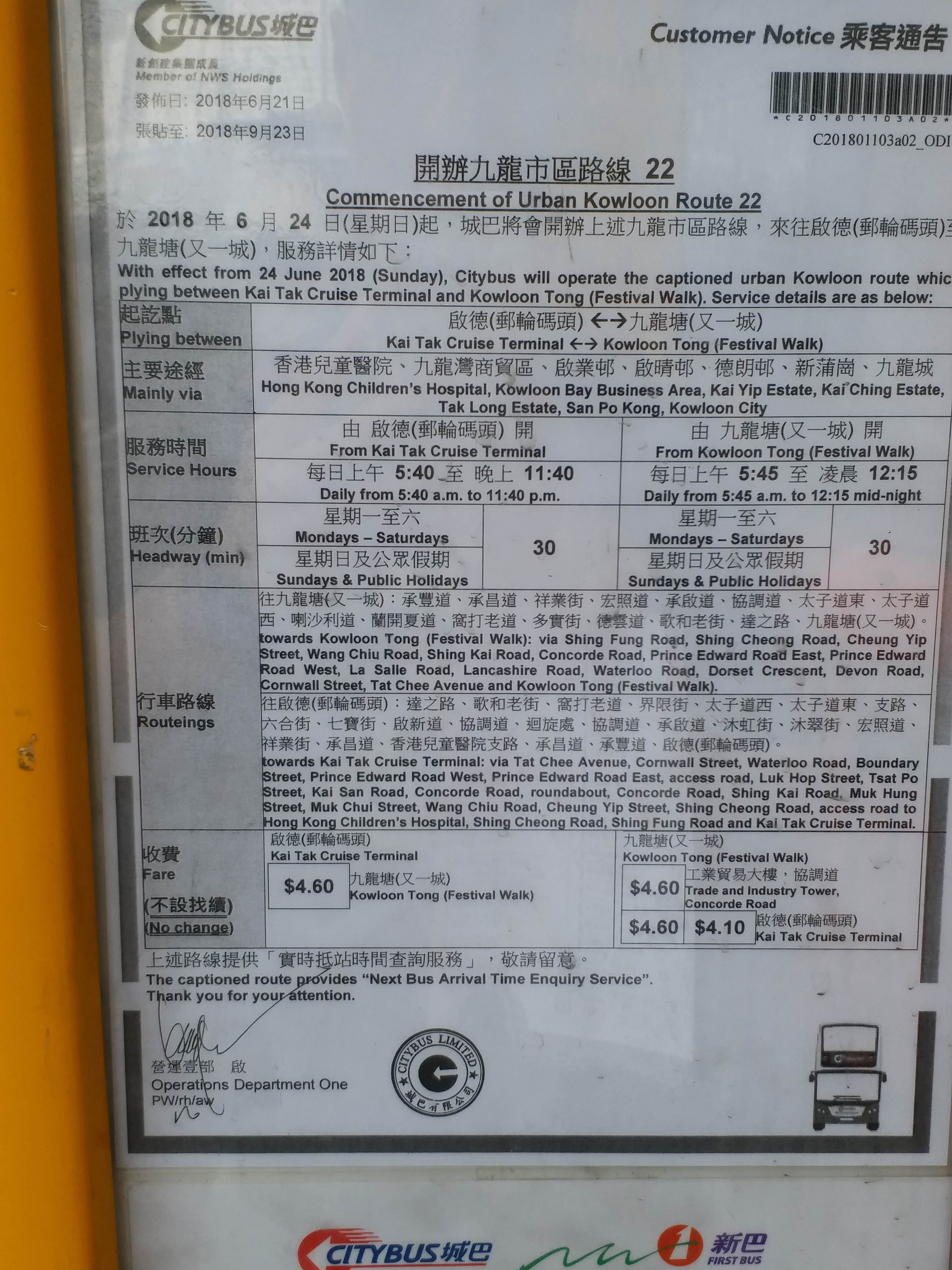
城巴22號路線資料

## 外部連結
- 城巴官方網站22線資料（PDF乳豬紙版） （页面存档备份，存于）
- 城巴官方網站22M線資料（PDF乳豬紙版） （页面存档备份，存于）

1. ↑  九龍城區（啟德郵輪碼頭）→觀塘區（九龍灣）→九龍城區（啟德北）→黃大仙區（新蒲崗）→九龍城區（土瓜灣）